# Asesino
Asesino (din spaniolă „asasin”) este un supergrup mexicano-american de extreme metal și un proiect secundar al chitaristului lui Fear Factory Dino Cazares. Formația a întrunit membri ai Brujeria, Fear Factory, Sepultura, Sadistic Intent și Static-X. În prezent grupul lucrează la un nou album, La Segunda Venida, care va fi lansat în viitorul apropiat.

## Membri
- Asesino (Dino Cazares) – chitară electrică (2002–prezent)
- Maldito X (Tony Campos) – chitară bas, vocal (2002–prezent)
- Sadístico (Emilio Márquez) – baterie (2004–prezent)

### Foști membri
- Raymond Herrera – baterie (pe Corridos de Muerte) (2002–2004)
- Sepulculo (Andreas Kisser) – chitară (2006)

## Discografie
- Corridos de Muerte (2002)
- Cristo Satánico (2006)
- La Segunda Venida (2013)[2]